# Primera División de Sudán
La Primera División de Sudán (en inglés: Sudan Premier League) es la máxima categoría del fútbol en Sudán. La liga se disputa desde 1965 y es organizada por la Asociación de Fútbol de Sudán.

## Historia
En 1920 se fundó la primera liga en el país, la Liga del Estado de Jartúm, que contaba con 17 equipos participantes de ese estado. En 1951 se fundó la Liga Premier de Jartum.
En 1962 se creó una liga para todo el país, La Primera División de Sudán. El primer ganador fue el Al-Hilal Club. Este equipo es el que más títulos posee actualmente (33).

## Sistema de competición
Se juega el sistema de liga con 14 equipos durante la temporada. El campeón y el subcampeón tienen como premio el formar parte en la Liga de Campeones de la CAF, mientras el tercer clasificado accede a la Copa Confederación de la CAF. El último clasificado desciende a Segunda división.

## Equipos temporada 2022-23

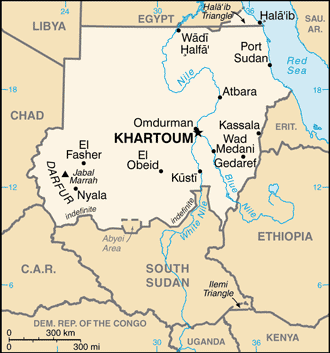
Sudán.

| Club                  | Fundación | Estadio            | Ciudad     |
| --------------------- | --------- | ------------------ | ---------- |
| Al-Merreikh SC        | 1927      | Al-Merrikh Stadium | Omdurman   |
| Hay Al-Arab SC        | 1928      | Port Sudan Stadium | Port Sudan |
| Al Ahli Khartoum      | 1929      | Khartoum Stadium   | Khartoum   |
| Al-Hilal Club         | 1930      | Al-Hilal Stadium   | Omdurman   |
| Tuti SC               | 1932      | Khartoum Stadium   | Khartoum   |
| Hilal Alsahil SC      | 1937      | Port Sudan Stadium | Port Sudan |
| Al-Ahly Shendi        | 1943      | Shendi Stadium     | Shendi     |
| Kober SC              | 1943      | Kober Stadium      | Bahri      |
| Wad Nubawi SC         | 1944      | Omdurman Stadium   | Omdurman   |
| Al-Fallah Club        | 1945      | Atbara Stadium     | Atbara     |
| Alamal SC Atbara      | 1946      | Atbara Stadium     | Atbara     |
| Al Rabita Kosti       | 1947      | Kosti Stadium      | Kosti      |
| Al-Hilal ESC          | 1948      | Al-Fasher Stadium  | El Fasher  |
| Al-Zoma SC            | 1953      | Khartoum Stadium   | Khartoum   |
| Al Ahly Club (Merowe) | 1956      | Merowe Stadium     | Merowe     |
| Haidoub SC            | 1957      | En Nahud Stadium   | En Nahud   |
| Hay Al Wadi SC        | 1977      | Nyala Stadium      | Nyala      |
| Al-Shurta Club        | 2008      | Al-Gadaref Stadium | El-Gadarif |

## Palmarés
| Temporada | Campeón                                 | Subcampeón                              |
| --------- | --------------------------------------- | --------------------------------------- |
| 1962      | Al-Hilal Club                           |                                         |
| 1963      | No disputado                            | No disputado                            |
| 1964      | Al-Hilal Club                           | Al-Merreikh SC                          |
| 1965      | Al-Hilal Club                           | Al-Shati SC (Atbara)                    |
| 1966      | Al-Hilal Club                           |                                         |
| 1967      | Al-Hilal Club                           | Al-Merreikh SC                          |
| 1968      | Al-Mourada SC                           | Al-Hilal Club                           |
| 1969      | Burri SC                                | Al-Merreikh SC                          |
| 1970      | Al-Merreikh SC                          |                                         |
| 1971      | Al-Merreikh SC                          | Al-Hilal Club                           |
| 1972      | Al-Merreikh SC                          | Al-Hilal Club                           |
| 1973      | Al-Merreikh SC                          |                                         |
| 1974–I    | Al-Hilal Club                           |                                         |
| 1974–II   | Al-Merreikh SC                          | Al-Hilal Club                           |
| 1975      | Al-Merreikh SC                          |                                         |
| 1976      | No disputado                            | No disputado                            |
| 1977      | Al-Merreikh SC                          | Al-Hilal Club                           |
| 1978      | Al-Merreikh SC                          |                                         |
| 1979      | No disputado                            | No disputado                            |
| 1980      | No disputado                            | No disputado                            |
| 1981      | Al-Hilal Club                           | Hay Al-Arab SC                          |
| 1982      | Al-Merreikh SC                          | Al-Ahli SC (Wad Madani)                 |
| 1983      | Al-Hilal Club                           | Al-Merreikh SC                          |
| 1984      | Al-Hilal Club                           | Al-Merreikh SC                          |
| 1985      | Al-Merreikh SC                          | Al-Merreikh SC (Al-Ubayyid)             |
| 1986      | Al-Hilal Club                           | Al-Merreikh SC                          |
| 1987      | Al-Hilal Club                           | Al-Mourada SC                           |
| 1988      | Al-Hilal Club                           | Al-Merreikh SC                          |
| 1989      | Al-Hilal Club                           |                                         |
| 1990      | Al-Merreikh SC                          | Al-Mourada SC                           |
| 1991      | Al-Hilal Club                           | Al-Merreikh SC                          |
| 1992      | Al-Hilal Port Sudan                     | Al-Merreikh SC                          |
| 1993      | Al-Merreikh SC                          | Al-Mourada SC                           |
| 1994      | Al-Hilal Club                           | Al-Merreikh SC                          |
| 1995      | Al-Hilal Club                           | Al-Mourada SC                           |
| 1996      | Al-Hilal Club                           | Al-Mourada SC                           |
| 1997      | Al-Merreikh SC                          | Al-Mourada SC                           |
| 1998      | Al-Hilal Club                           | Al-Merreikh SC                          |
| 1999      | Al-Hilal Club                           | Hay Al-Arab SC                          |
| 2000      | Al-Merreikh SC                          | Al-Hilal Club                           |
| 2001      | Al-Merreikh SC                          | Al-Hilal Club                           |
| 2002      | Al-Merreikh SC                          | Al-Hilal Club                           |
| 2003      | Al-Hilal Club                           | Al-Merreikh SC                          |
| 2004      | Al-Hilal Club                           | Al-Merreikh SC                          |
| 2005      | Al-Hilal Club                           | Al-Merreikh SC                          |
| 2006      | Al-Hilal Club                           | Al-Merreikh SC                          |
| 2007      | Al-Hilal Club                           | Al-Merreikh SC                          |
| 2008      | Al-Merreikh SC                          | Al-Hilal Club                           |
| 2009      | Al-Hilal Club                           | Al-Merreikh SC                          |
| 2010      | Al-Hilal Club                           | Al-Merreikh SC                          |
| 2011      | Al-Merreikh SC                          | Al-Hilal Club                           |
| 2012      | Al-Hilal Club                           | Al-Merreikh SC                          |
| 2013      | Al-Merreikh SC                          | Al-Hilal Club                           |
| 2014      | Al-Hilal Club                           | Al-Merreikh SC                          |
| 2015      | Al-Merreikh SC                          | Al-Hilal Club                           |
| 2016      | Al-Hilal Club                           | Al-Merreikh SC                          |
| 2017      | Al-Hilal Club                           | Al-Merreikh SC                          |
| 2018      | Al-Merreikh SC                          | Al-Hilal Club                           |
| 2018–19   | Al-Merreikh SC                          | Al-Hilal Club                           |
| 2019–20   | Al-Merreikh SC                          | Al-Hilal Club                           |
| 2020–21   | Al-Hilal Club                           | Al-Merreikh SC                          |
| 2021–22   | Al-Hilal Club                           | Al-Merreikh SC                          |
| 2022–23   | Abandonado por la Guerra civil sudanesa | Abandonado por la Guerra civil sudanesa |
| 2023–24   | Al-Hilal Club                           | Al-Merreikh SC                          |

## Títulos por club
| Club                | Campeón | Años campeón |
| ------------------- | ------- | --- |
| Al-Hilal Club       | 33      | 1962, 1964, 1965, 1966, 1967, 1974, 1981, 1983, 1984, 1986, 1987, 1988, 1989, 1991, 1994, 1995, 1996, 1998, 1999, 2003, 2004, 2005, 2006, 2007, 2009, 2010, 2012, 2014, 2016, 2017, 2021, 2022, 2024 |
| Al-Merreikh SC      | 23      | 1970, 1971, 1972, 1973, 1974, 1975, 1977, 1978, 1982, 1985, 1990, 1993, 1997, 2000, 2001, 2002, 2008, 2011, 2013, 2015, 2018, 2019, 2020                                                             |
| Al-Mourada SC       | 1       | 1968 |
| Burri SC            | 1       | 1969 |
| Al-Hilal Port Sudan | 1       | 1992 |

## Máximos goleadores
| Temporada | Jugador                    | Club                                 | Goles |
| --------- | -------------------------- | ------------------------------------ | ----- |
| 1996      | Osama Breish               | Al-Merrikh SC                        | 7     |
| 1996      | Amir Musa                  | Al-Hilal Club                        | 7     |
| 1996      | Hamuri Elkamlein           | Hilal Alsahil SC                     | 7     |
| 1996      | Keinda                     | Hay Al-Arab SC                       | 7     |
| 1997      | Abd Al-Majeed Jafer        | Al-Merrikh SC                        | 9     |
| 1998      | Abd Al-Majeed Jafer        | Al-Merrikh SC                        | 19    |
| 1999      | Faisal Agab                | Al-Merrikh SC                        | 7     |
| 2000      | Mutaz Kabair               | Al-Merreikh Al-Thagher SC            | 14    |
| 2001      | Mutaz Kabair               | Al-Hilal Club                        | 15    |
| 2002      | Mutaz Kabair               | Al-Hilal Club                        | 15    |
| 2003      | Mutaz Kabair               | Al-Hilal Club                        | 12    |
| 2004      | Haytham Tambal             | Al-Hilal Club                        | 20    |
| 2005      | Faisal Agab                | Al-Merrikh SC                        | 19    |
| 2005      | Haytham Tambal             | Al-Hilal Club                        | 19    |
| 2006      | Endurance Idahor           | Al-Merrikh SC                        | 18    |
| 2006      | Kelechi Osunwa             | Al-Hilal Club                        | 18    |
| 2007      | Kelechi Osunwa             | Al-Hilal Club                        | 20    |
| 2008      | Haytham Tambal             | Al-Merrikh SC                        | 21    |
| 2009      | Kelechi Osunwa             | Al-Merrikh SC                        | 21    |
| 2010      | Mudathir AlTayeb           | Al-Hilal Club                        | 13    |
| 2011      | Jonas Sakuwaha             | Al-Merrikh SC                        | 19    |
| 2012      | Kelechi Osunwa             | Al-Merrikh SC                        | 18    |
| 2013      | Mohammed Koko              | Al-Ahli Club (Atbara)                | 12    |
| 2013      | Mudather El Tahir          | Al-Hilal Club                        | 12    |
| 2013      | Ousmaila Baba              | Al-Ahly Shendi Club                  | 12    |
| 2014      | Mohamed Traoré             | Al-Merrikh SC                        | 15    |
| 2015      | Mohamed Abd Al Momen Ankba | Al-Merrikh SC / Al-Hilal SC El-Obeid | 12    |
| 2016      | Kelechi Osunwa             | Al-Ahly Shendi Club                  | 38    |
| 2017      | Mohamed Abdulrahman Yousif | Al-Merrikh SC                        | 22    |
| 2018      | Waleed Bakhet              | Al-Hilal Club                        | 16    |
| 2018-19   | Richmond Antwi             | Al Khartoum SC                       | 11    |
| 2019-20   | Ramadan Agab               | Al-Merrikh SC                        | 15    |
| 2019-20   | Abdelrazig Yagoub          | Al-Hilal SC El-Obeid / Al-Hilal Club | 15    |
| 2019-20   | Yasir Mozamil              | Al-Ahly Shendi Club                  | 15    |
| 2020-21   | Mohamed Abdelrahman        | Al-Hilal Club                        | 29    |